# ISU Grand Prix w łyżwiarstwie figurowym 2011/2012
ISU Grand Prix w łyżwiarstwie figurowym 2011/2012 – 17. edycja zawodów w łyżwiarstwie figurowym. Zawodnicy podczas sezonu wystąpili w siedmiu zawodach cyklu rozgrywek. Rywalizacja rozpoczęła się w Ontario 21 października, a zakończyła w Quebecu finałem Grand Prix, który odbył się w dniach 8–11 grudnia 2011 roku.

## Kalendarium zawodów
| Lp. | Data                    | Miejsce     | Zawody                     | Źr. |
| --- | ----------------------- | ----------- | -------------------------- | --- |
| 1   | 21–23 października 2011 | Ontario     | Skate America              |     |
| 2   | 28–30 października 2011 | Mississauga | Skate Canada International |     |
| 3   | 4–6 listopada 2011      | Szanghaj    | Cup of China               |     |
| 4   | 11–13 listopada 2011    | Sapporo     | NHK Trophy                 |     |
| 5   | 18–20 listopada 2011    | Paryż       | Trophée Éric Bompard       |     |
| 6   | 25–27 listopada 2011    | Moskwa      | Rostelecom Cup             |     |
| 7   | 8–11 grudnia 2011       | Quebec      | Finał Grand Prix           |     |

## Medaliści

### Soliści
| Zawody                     | 1. miejsce        | 2. miejsce           | 3. miejsce        | Źr. |
| -------------------------- | ----------------- | -------------------- | ----------------- | --- |
| Skate America              | Michal Březina    | Kevin Van Der Perren | Takahiko Kozuka   |     |
| Skate Canada International | Patrick Chan      | Javier Fernández     | Daisuke Takahashi |     |
| Cup of China               | Jeremy Abbott     | Nobunari Oda         | Song Nan          |     |
| NHK Trophy                 | Daisuke Takahashi | Takahiko Kozuka      | Ross Miner        |     |
| Trophée Eric Bompard       | Patrick Chan      | Song Nan             | Michal Březina    |     |
| Rostelecom Cup             | Yuzuru Hanyū      | Javier Fernández     | Jeremy Abbott     |     |
| Finał Grand Prix           | Patrick Chan      | Daisuke Takahashi    | Javier Fernández  |     |

### Solistki
| Zawody                     | 1. miejsce               | 2. miejsce       | 3. miejsce         | Źr. |
| -------------------------- | ------------------------ | ---------------- | ------------------ | --- |
| Skate America              | Alissa Czisny            | Carolina Kostner | Viktoria Helgesson |     |
| Skate Canada International | Jelizawieta Tuktamyszewa | Akiko Suzuki     | Ashley Wagner      |     |
| Cup of China               | Carolina Kostner         | Mirai Nagasu     | Adelina Sotnikowa  |     |
| NHK Trophy                 | Akiko Suzuki             | Mao Asada        | Alona Leonowa      |     |
| Trophée Eric Bompard       | Jelizawieta Tuktamyszewa | Carolina Kostner | Alissa Czisny      |     |
| Rostelecom Cup             | Mao Asada                | Alona Leonowa    | Adelina Sotnikowa  |     |
| Finał Grand Prix           | Carolina Kostner         | Akiko Suzuki     | Alona Leonowa      |     |

### Pary sportowe
| Zawody                     | 1. miejsce                         | 2. miejsce                         | 3. miejsce                              | Źr. |
| -------------------------- | ---------------------------------- | ---------------------------------- | --------------------------------------- | --- |
| Skate America              | Alona Sawczenko / Robin Szolkowy   | Zhang Dan / Zhang Hao              | Kirsten Moore-Towers / Dylan Moscovitch |     |
| Skate Canada International | Tetiana Wołosożar / Maksim Trańkow | Sui Wenjing / Han Cong             | Meagan Duhamel / Eric Radford           |     |
| Cup of China               | Yūko Kawaguchi / Aleksandr Smirnow | Zhang Dan / Zhang Hao              | Kirsten Moore-Towers / Dylan Moscovitch |     |
| NHK Trophy                 | Yūko Kawaguchi / Aleksandr Smirnow | Narumi Takahashi / Mervin Tran     | Alona Sawczenko / Robin Szolkowy        |     |
| Trophée Eric Bompard       | Tetiana Wołosożar / Maksim Trańkow | Wiera Bazarowa / Jurij Łarionow    | Meagan Duhamel / Eric Radford           |     |
| Rostelecom Cup             | Alona Sawczenko / Robin Szolkowy   | Yūko Kawaguchi / Aleksandr Smirnow | Stefania Berton / Ondřej Hotárek        |     |
| Finał Grand Prix           | Alona Sawczenko / Robin Szolkowy   | Tetiana Wołosożar / Maksim Trańkow | Yūko Kawaguchi / Aleksandr Smirnow      |     |

### Pary taneczne
| Zawody                     | 1. miejsce                             | 2. miejsce                         | 3. miejsce                             | Źr. |
| -------------------------- | -------------------------------------- | ---------------------------------- | -------------------------------------- | --- |
| Skate America              | Meryl Davis / Charlie White            | Nathalie Péchalat / Fabian Bourzat | Isabella Tobias / Deividas Stagniūnas  |     |
| Skate Canada International | Tessa Virtue / Scott Moir              | Kaitlyn Weaver / Andrew Poje       | Anna Cappellini / Luca Lanotte         |     |
| Cup of China               | Jekatierina Bobrowa / Dmitrij Sołowjow | Maia Shibutani / Alex Shibutani    | Pernelle Carron / Lloyd Jones          |     |
| NHK Trophy                 | Maia Shibutani / Alex Shibutani        | Kaitlyn Weaver / Andrew Poje       | Jelena Iljinych / Nikita Kacałapow     |     |
| Trophée Eric Bompard       | Tessa Virtue / Scott Moir              | Nathalie Péchalat / Fabian Bourzat | Anna Cappellini / Luca Lanotte         |     |
| Rostelecom Cup             | Meryl Davis / Charlie White            | Kaitlyn Weaver / Andrew Poje       | Jekatierina Bobrowa / Dmitrij Sołowjow |     |
| Finał Grand Prix           | Meryl Davis / Charlie White            | Tessa Virtue / Scott Moir          | Nathalie Péchalat / Fabian Bourzat     |     |

## Klasyfikacje punktowe
| Miejsce w zawodach | Liczba punktów   | Liczba punktów              |
| Miejsce w zawodach | Soliści Solistki | Pary sportowe Pary taneczne |
| ------------------ | ---------------- | --------------------------- |
| 1.                 | 15               | 15                          |
| 2.                 | 13               | 13                          |
| 3.                 | 11               | 11                          |
| 4.                 | 9                | 9                           |
| 5.                 | 7                | 7                           |
| 6.                 | 5                | 5                           |
| 7.                 | 4                | —                           |
| 8.                 | 3                | —                           |

Awans do finału Grand Prix zdobywa 6 najlepszych zawodników/par w każdej z konkurencji.
| Poz.                                           | Zawodnik                                       | Punkty                                         |
| Miejsca 1–6: kwalifikacja do Finału Grand Prix | Miejsca 1–6: kwalifikacja do Finału Grand Prix | Miejsca 1–6: kwalifikacja do Finału Grand Prix |
| ---------------------------------------------- | ---------------------------------------------- | ---------------------------------------------- |
| 1                                              | Patrick Chan                                   | 30                                             |
| 2                                              | Daisuke Takahashi                              | 26                                             |
| 3                                              | Jeremy Abbott                                  | 26                                             |
| 4                                              | Michal Březina                                 | 26                                             |
| 5                                              | Javier Fernández                               | 26                                             |
| 6                                              | Yuzuru Hanyū                                   | 24                                             |
| Miejsca 7–9: rezerwa do Finału Grand Prix      |                                                |                                                |
| 7                                              | Song Nan                                       | 24                                             |
| 8                                              | Takahiko Kozuka                                | 24                                             |
| 9                                              | Adam Rippon                                    | 18                                             |

| Poz.                                           | Zawodniczka                                    | Punkty                                         |
| Miejsca 1–6: kwalifikacja do Finału Grand Prix | Miejsca 1–6: kwalifikacja do Finału Grand Prix | Miejsca 1–6: kwalifikacja do Finału Grand Prix |
| ---------------------------------------------- | ---------------------------------------------- | ---------------------------------------------- |
| 1                                              | Jelizawieta Tuktamyszewa                       | 30                                             |
| 2                                              | Mao Asada                                      | 28                                             |
| 3                                              | Carolina Kostner                               | 28                                             |
| 4                                              | Akiko Suzuki                                   | 28                                             |
| 5                                              | Alissa Czisny                                  | 26                                             |
| 6                                              | Alona Leonowa                                  | 24                                             |
| Miejsca 7–9: rezerwa do Finału Grand Prix      |                                                |                                                |
| 7                                              | Adelina Sotnikowa                              | 22                                             |
| 8                                              | Mirai Nagasu                                   | 20                                             |
| 9                                              | Ashley Wagner                                  | 20                                             |

| Poz.                                           | Zawodnicy                                      | Punkty                                         |
| Miejsca 1–6: kwalifikacja do Finału Grand Prix | Miejsca 1–6: kwalifikacja do Finału Grand Prix | Miejsca 1–6: kwalifikacja do Finału Grand Prix |
| ---------------------------------------------- | ---------------------------------------------- | ---------------------------------------------- |
| 1                                              | Tetiana Wołosożar / Maksim Trańkow             | 30                                             |
| 2                                              | Alona Sawczenko / Robin Szolkowy               | 30                                             |
| 3                                              | Yūko Kawaguchi / Aleksandr Smirnow             | 30                                             |
| 4                                              | Zhang Dan / Zhang Hao                          | 26                                             |
| 5                                              | Narumi Takahashi / Mervin Tran                 | 22                                             |
| 6                                              | Meagan Duhamel / Eric Radford                  | 22                                             |
| Miejsca 7–9: rezerwa do Finału Grand Prix      |                                                |                                                |
| 7                                              | Kirsten Moore-Towers / Dylan Moscovitch        | 22                                             |
| 8                                              | Wiera Bazarowa / Jurij Łarionow                | 20                                             |
| 9                                              | Sui Wenjing / Han Cong                         | 20                                             |

| Poz.                                           | Zawodnicy                                      | Punkty                                         |
| Miejsca 1–6: kwalifikacja do Finału Grand Prix | Miejsca 1–6: kwalifikacja do Finału Grand Prix | Miejsca 1–6: kwalifikacja do Finału Grand Prix |
| ---------------------------------------------- | ---------------------------------------------- | ---------------------------------------------- |
| 1                                              | Meryl Davis / Charlie White                    | 30                                             |
| 2                                              | Tessa Virtue / Scott Moir                      | 30                                             |
| 3                                              | Maia Shibutani / Alex Shibutani                | 28                                             |
| 4                                              | Jekatierina Bobrowa / Dmitrij Sołowjow         | 26                                             |
| 5                                              | Nathalie Péchalat / Fabian Bourzat             | 26                                             |
| 6                                              | Kaitlyn Weaver / Andrew Poje                   | 26                                             |
| Miejsca 7–9: rezerwa do Finału Grand Prix      |                                                |                                                |
| 7                                              | Anna Cappellini / Luca Lanotte                 | 22                                             |
| 8                                              | Jelena Ilinych / Nikita Kacałapow              | 20                                             |
| 9                                              | Isabella Tobias / Deividas Stagniūnas          | 18                                             |